# Teotónio Maria Coelho Borges
Teotónio Maria Coelho Borges (Angra, 1821 — Lisboa, 11 de janeiro de 1887) foi um oficial general do Exército Português que se notabilizou nas Campanhas de Pacificação em Angola e pelo seu apoio ao marechal Saldanha.

## Biografia
Nasceu em Angra, filho ilegítimo de Francisco Manuel Coelho Borges, um membro de uma família nobre preponderante na cidade. Alistou-se com 15 anos e assentou praça como voluntário a 7 de junho de 1836 na Brigada Real da Marinha, passando no ano seguinte ao Batalhão Naval. Iniciou uma carreira militar que o levou a alferes em 1842, a tenente em 1847, a capitão em 1851, tendo neste posto passado ao exército de África Ocidental, sendo colocado em Angola. No Exército da África Ocidental passou a major, por distinção no campo de batalha, em 1860 e foi-lhe permitido ficar pertencendo ao Exército de Portugal. Manteve-se em Angola, onde passou a tenente-coronel e coronel em 1862. Contudo, só em 1882 viu a sua promoção ao posto de coronel reconhecida no Exército de Portugal. Reformou-se em 1883, no posto de general de divisão.
Com uma longa carreira, quase toda na então Província de Angola, foram importantes os seus serviços na África Ocidental, ao ponto de agraciado com a comenda da Ordem Militar da Torre e Espada, Valor, Lealdade e Mérito, por honroso feito praticado em combate. O seu nome figura entre os heróis da África portuguesa, tendo em 1855 comadado os colonos portugueses que ocuparam Ambriz em Angola. Comandou o presídio de Massangano (1853), as forças da expedição a Ambriz (1854) e as forças em campanha, em 1860, quando foi promovido por distinção. Foi também o comandante das operações a leste de Luanda (1862-1864), na acção punitiva contra o régulo de Cassange e foi de seguida nomeado governador da Fortaleza de São Francisco do Penedo. Na administração civil, foi chefe do concelho de Ambriz (1860) e governador do distrito de Golungo Alto (1863).
Contudo, a sua carreira em Angola foi uma autêntica aventura, por um lado recheada de glórias militares e marcada pelo exercício de lugares de destaque na administração colonial, mas também maarcada por períodos de acção obscura, que o levaram à prisão entre 1850 e 1853, acusado de extorsão e violência, tendo sido julgado em conselho de guerra e condenado.
Regressou definitivamente a Portugal em 1865, revelando-se um apoiante incondicional de João Carlos de Saldanha Oliveira e Daun, o marechal Saldanha, a quem acompanhou na sua última aventura político-militar em 1871 e na intentona conhecida por A Pavorosa (julho de 1872), sendo deportado para a praça de Peniche e julgado por crime de revolta, saindo contudo absolvido. A sua atividade política levou a que fosse uma das principais vítimas políticas de Fontes Pereira de Melo, numa relação de oposição permanente, exacerbada pela devotada amizade que dedicava ao duque de Saldanha e ao conde de Peniche. 
Recebeu as condecorações de comendador da Ordem de Cristo (1862) e comendador da Torre e Espada (1863).